# Præliminæreksamen
Præliminæreksamen (almindelig forberedelseseksamen) blev indført ved kongelig anordning af 30. august 1881, som afslutning på realundervisningen i danske skoler og afholdtes ved skolerne eller for en særlig eksamenskommission. Drenge skulle være mindst 15 år gamle, piger mindst 17 år, for at kunne tage eksamenen (piger fik adgang 1882). Da man i 1958 afskaffede de landsbyordnede skoler, blev præliminæreksamen også afskaffet.
Præliminæreksamen omfattede prøver i mundtlig dansk, skriftlig og mundtlig engelsk, tysk, fransk (ikke obligatorisk), historie, geografi, naturhistorie, naturlære, skriftlig og mundtlig geometri, regning og skriftlig og mundtlig aritmetik, og der blev givet en karakter for orden ved skriftlige arbejder. Den gav adgang til at indstille sig til adgangseksamen ved Polyteknisk Læreanstalt, til tandlægeeksamen og farmaceutisk eksamen, til forskellige eksamener ved Den Kgl. Veterinær- og Landbohøjskole (som dyrlæge, landinspektør osv.) og til den juridiske fællesprøve.
Præliminæreksamen afholdtes, siden loven 24. april 1903 om højere almenskoler trådte i kraft, kun ved de rene realskoler samt (for privatister) ved Københavns Universitet. Elever, der bestod præliminæreksamen, kunne ifølge ministeriel bekendtgørelse af 28. februar 1907 søge optagelse i gymnasiets 1. klasse. Hvis de nævnte elever ønskede at blive optaget på den klassisk-sproglige eller den nysproglige linjes 1. klasse, måtte de desuden underkaste sig en prøve i latin, jævnfør kongelig anordning af 7. februar 1907. Af realskoler, der afsluttede med præliminæreksamen, var der 1915 seks kommunale og 20 private.
Før præliminæreksamen blev indført, havde man "Afgangseksamen af højere Grad" (den store præliminæreksamen), indført 18. september 1855, og "Realeksamen af lavere Grad" (den lille præliminæreksamen), indført 28. maj 1859. De erstattede i sin tid den form for almindelig forberedelseseksamen, der var blev indført til afholdelse på Københavns Universitet i 1839 som en adgangsgivende eksamen for de uddannelser, hvor studentereksamen ikke var krævet. De to nye eksamener kunne afholdes på de skoler, der fik tilladelse til det.